# Velutinodorcus ursulus
Velutinodorcus ursulus là một loài bọ cánh cứng trong họ Lucanidae. Loài này được Arrow mô tả khoa học năm 1938.